# أردال (فلاورجان)
أردال (بالفارسية: اردال) هي قرية تقع في قسم سهروفيروزان الريفي (مقاطعة فلاورجان) في إيران. يقدر عدد سكانها بـ 691 نسمة بحسب إحصاء 2016.